# Le Mesnil-Adelée

Le Mesnil-Adelée este o comună din departamentul Manche, Franța. În 1 ianuarie 2022 avea o populație de 158 de locuitori.